# Jardin secret
 (août 2017).
Si vous disposez d'ouvrages ou d'articles de référence ou si vous connaissez des sites web de qualité traitant du thème abordé ici, merci de compléter l'article en donnant les références utiles à sa vérifiabilité et en les liant à la section « Notes et références ».
 (août 2017).
- Si vous ne connaissez pas le sujet, laissez ce bandeau (vous pouvez alors contacter les auteurs).
- Si vous supprimez le contenu mis en cause (vous pouvez préalablement contacter les auteurs),

argumentez précisément cette suppression dans la page de discussion
(un manque de référence n'est pas un argument ; une recherche réelle de référence doit avoir été effectuée, être formellement documentée).
Pour les articles homonymes, voir Le Jardin secret (homonymie).
Le jardin secret est le domaine réservé des sentiments ou pensées intimes que l'on souhaite garder exclusivement pour soi et en soi.

## Définition
Un dictionnaire[Lequel ?] en donne comme définition :

« Univers profond de l'être où s'épanouissent les sentiments, les passions et les rêves intimes tenus cachés. “Il n'a jamais parlé de son désir de s'habiller en femme, c'est son jardin secret”. »

Un jardin secret peut toucher aussi à des choses que l'on fait pour soi et que l'on souhaite toujours garder exclusivement pour soi (« elle ne montre pas ses  poèmes, c'est son jardin secret »).